# Linea T4 (rete tranviaria dell'Île-de-France)
La linea T4, conosciuta anche come Ligne des Coquetiers è una linea effettuata con tram-treno al di fuori dei limiti del comune di Parigi, che opera anche su parte delle linee SNCF, collegando Bondy con Aulnay-sous-Bois. Fu aperta il 18 novembre 2006; diversamente dagli altri tram dell'Île-de-France, la T4 è gestita dalla SNCF.